# فرودگاه کلیف هاتفیلد مموریال

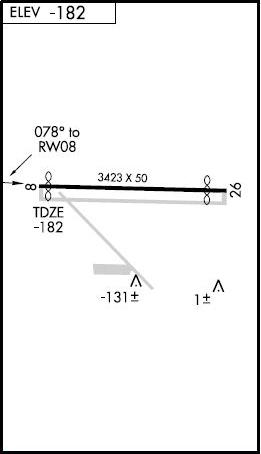
نقشه‌ی فرودگاه

فرودگاه کلیف هاتفیلد مموریال (به انگلیسی: Cliff Hatfield Memorial Airport) یک فرودگاه بین شهری ( بین المللی نیست ) است که یک باند فرود آسفالت دارد و طول باند آن ۱۰۴۳ متر است. این فرودگاه در شهر کالیپاتریا، کالیفرنیا کشور ایالات متحده آمریکا قرار دارد و در ارتفاع -۵۵ متری از سطح دریا واقع شده‌است.